# Dyscia scannaria
Dyscia scannaria är en fjärilsart som beskrevs av Franz Dannehl. Dyscia scannaria ingår i släktet Dyscia och familjen mätare. Inga underarter finns listade i Catalogue of Life.